# 田中不二
田中 不二（たなか ふじ、1877年（明治10年）8月20日 - 1922年（大正11年）11月19日）は、日本の機械工学者。
東京出身。兄はカーバイド工業を開拓した藤山常一である。
1894年（明治27年）に田中林太郎の養子となった。正則尋常中学校、第一高等学校工科を経て、1901年（明治34年）に東京帝国大学工科大学機械工学科を卒業した。同年7月に同学科の講師となった。同年11月に田中林太郎の娘の芳子と結婚した。
1902年（明治35年）に助教授となった。1904年（明治37年）に機械工学第一講座分担を命じられ、1906年に初の日本語による機械設計の教科書『機械設計及製圖』を同僚の内丸最一郎と共著で出版した。
1908年（明治41年）にイギリス、アメリカ合衆国、ドイツに留学し機械工学を研究し、1911年（明治44年）に帰国後機械工学第二講座の担当となり、教授に就任した。1914年（大正3年）に海軍大学校の教授を務め、早稲田大学理工科でも教鞭をとった。
1915年1月時点で従五位。